# 神通術
神通術（英語：Theurgy，/ˈθiːɜːrdʒi/），又譯為通神術、神仙術、降神術，一種宗教儀式的行為，這種儀式通常是與巫術、魔法有關，用來呼喚某一個神明或多位神明出現在儀式現場。在新柏拉圖主義中有重要地位，經過赫密士主義而流傳至今，與中國的扶鸞有類似之處。

## 起源
古希臘語：的意思為神聖的工作，這種儀式最早起源於古希臘。